# María Cegarra Salcedo
María Cegarra Salcedo   (La Unión, 28 de novembre de 1899 - 26 de març de 1993) va ser una poeta espanyola, així com la primera llicenciada d'Espanya en Ciències Químiques.

## Biografia
De pare comerciant i mare mestra d'origen andalús, el precedent literari a la seva família va ser el seu germà Andrés Cegarra Salcedo, escriptor i creador de l'Editorial Levante. Després de la mort de dit germà, Maria va publicar el seu primer poema, Cristalls meus, i després de la mort de la seva germana, molt proper a la seva pròpia desaparició, va sorgir la seva última obra, Poemes per a un silenci.
Entre els anys 1921 i 1924 va prestar serveis com a ajudant tècnica al laboratori d'anàlisis industrials de la vídua de Francisco Munuera amb haver mensual de 200 pessetes. Després, des de finals dels anys vint i durant diverses dècades, va estar al capdavant del seu propi laboratori d'anàlisis químiques, orientat a l'explotació minera, a la casa familiar, c/. Ballet n° 10.
Va obtenir el títol de Perit Químic a l'Escola Politècnica Superior d'Alcoi (EPSA) el 7 de maig de 1928.
Després de la mort del seu germà Andrés el 1928, ella es va dedicar a la poesia. Gràcies a ell havia conegut Carmen Conde, amb qui va mantenir una llarga i profunda amistat recollida en un epistolari. Va participar en les activitats dutes a terme a la Universitat Popular que Conde i Antonio Oliver van fundar en aquesta ciutat. També va fer amistat amb el periodista Raimundo de los Reyes i els poetes Miguel Hernández i Ramón Sijé. Amb Hernández va mantenir una estreta relació.
El 1935 va publicar el seu primer poemari Cristalls meus, que va comptar amb un pròleg de l'escriptor Ernesto Giménez Caballero.
El 1946, va obtenir la llicenciatura en Ciències Químiques per la Universitat de Múrcia. A més, Cegarra va exercir la docència durant quaranta anys a diferents centres d'ensenyament de Cartagena, així com a altres centres de Formació Professional i Batxillerat, entre ells, a l'Escola de Pèrits Industrials.
Cegarra va entrar en política com a regidor de l'Ajuntament de La Unió en la dècada de 1960, sent la primera regidora de l'Ajuntament de la Unió.
Va morir el 26 de març de 1993.

## Obra
Sobre la composició
Quant a la seva manera de compondre, Maria havia manifestat:
| «                       | No soy mujer de ponerme en una mesa y que me salgan las cosas rápidamente. Es muy difícil explicar cómo es la génesis de un poema. Ya te digo que primero tengo la idea, un verso que te sale de golpe y que luego desarrollo lentamente en el papel. Lo desarrollo, busco lo que suena mejor, le añado o le quito un adjetivo (...). Después viene la labor de corrección y, a veces, de ampliación, y así lo voy haciendo, lentamente. Maduro y alimento cada poema, apenas hago correcciones y los dejo reposar. Soy mujer de silencios más que de palabras. Yo escribo para mí y para nadie más; no me preocupa que me lean. Yo nunca pienso en nadie cuando escribo. | » |
| — María Cegarra Salcedo | |   |

## Obres
Va cooperar en una de les revistes més prestigioses del moment, La Gaceta Literaria, dirigida per Giménez Caballero.
Al costat de Carmen Conde va escriure l'obra teatral Mineros (1932-1933) en què conjuguen ficció amb elements autobiogràfics ja que està inspirada en la vida de Cegarra i de la seva família. Així mateix, està lligada a la història del moviment obrer al districte miner de la Unió.
La seva poesia és humana, profunda, de verbalitat exquisida, però desposseïda de preciosisme; la seva temàtica és afí a l'esperit transcendentalista de les generacions dels anys 1940 i 1950. Poesia definida, a la manera juanramoniana, com a triple ànsia de bellesa, coneixement i eternitat.
Va col·laborar a les revistes La Regió, La Veritat, Trànsit, Llevant Agrari, Títiro Canta, Monteagudo, entre d'altres. Va publicar la seva Poesia completa el 1987, amb introducció de Santiago Delgado.
- Cristales míos, 1935.[8]
- Desvarío y fórmulas, 1978.[9]
- Poesía completa, 1986.
- Poemas para un silencio, 1999.[10]
- Cada día conmigo, 1986.
- Poemas para un silencio, 1999.

## Reconeixements
El 1980 li va ser imposat el seu nom a l'Institut d'Ensenyament Secundari de La Unión.
Va ser nomenada Filla Predilecta de la ciutat minera el 1992.
Al centenari del seu naixement (1999), l'Ajuntament de La Unión va inaugurar un bust de la poeta davant del Liceo de Obreros, centre dirigit pel seu germà Andrés al començament del segle XX.